# Kaspars Gorkšs
Kaspars Gorkšs (Riga, 6 de novembro de 1981) é um futebolista letão que atualmente defende o Reading.
Nascido em Riga, Gorkšs começou sua carreira no Auda Riga, onde marcou nove gols em 77 partidas. Após uma semana de teste no clube, ele assinou com o Östers para disputar o Campeonato Sueco de Futebol. Em 2005, se transferiu para outro clube sueco, Assyriska Fotbollförening. Ele retornou à Letônia em 2006, assinando com o Ventspils, onde marcou cinco gols pela Virslīga.